# Ioctan
Ioctan (ebraică:יָקְטָן, ebraică modernă: Yoktan, tiberiană: Yoqṭān, arabă يقطان Yaqṭān; însemnând „micul”) a fost fiul lui Eber și fratele lui Peleg. El a avut 13 fii.